# Mate Cincadze
Mate Cincadze (gruz. მათე ცინცაძე, ur. 7 stycznia 1995 w Poti) – gruziński piłkarz występujący na pozycji pomocnika w Żetysu Tałdykorgan.

## Kariera klubowa
Karierę rozpoczął w klubie Lokomotiwi Tbilisi. W 2011 roku został członkiem pierwszego zespołu grającego w drugiej lidze gruzińskiej. Zadebiutował w nim 9 października 2011 w zremisowanym 2:2 domowym meczu z Meszachte Tkibuli. W Lokomotiwi występował przez dwa lata. Latem 2013 roku Cincadze przeszedł do Torpeda Kutaisi. Swój debiut w nim w pierwszej lidze zaliczył 18 sierpnia 2013 w wygranym 3:2 wyjazdowym meczu z SK Zestaponi. W Torpedzie spędził rundę jesienną sezonu 2013/14.
Na początku 2014 roku Cincadze został piłkarzem Dinama Tbilisi. 2 marca 2014 zadebiutował w zwycięskim 5:1 wyjazdowym meczu z Czichurą Saczchere. W sezonie 2013/14 wywalczył z Dinamem dublet – mistrzostwo oraz Puchar Gruzji. W sezonie 2014/15 został wicemistrzem kraju i ponownie sięgnął po krajowy puchar. W styczniu 2017 roku został wykupiony przez Pogoń Szczecin, dla której rozegrał 13 spotkań w Ekstraklasie. W styczniu 2018 roku rozwiązał za porozumieniem stron swój kontrakt i przeszedł do SK Rustawi. 

## Kariera reprezentacyjna
Cincadze grał w młodzieżowych reprezentacjach Gruzji na różnych szczeblach wiekowych. 7 września 2015 zadebiutował w seniorskiej reprezentacji Gruzji w przegranym 0:1 meczu eliminacji Mistrzostw Europy 2016 z Irlandią, rozegranym w Dublinie. Pojawił się on na boisku w 76. minucie tego meczu, zmieniając Gurama Kaszię.

## Sukcesy
Dinamo Tbilisi
- mistrzostwo Gruzji: 2013/14, 2015/16
- Puchar Gruzji: 2013/14, 2014/15, 2015/16
- Superpuchar Gruzji: 2014, 2015

Torpedo Kutaisi
- Puchar Gruzji: 2018
- Superpuchar Gruzji: 2018